# Station Toulon
Station Toulon is een spoorwegstation in de Franse gemeente Toulon.